# Little French Songs
Little French Songs è il quarto album in studio della cantautrice italiana naturalizzata francese Carla Bruni, pubblicato il 29 marzo 2013.

## Descrizione
Il 28 gennaio del 2013 Carla Bruni, è tornata alle scene musicali e ha pubblicato il suo primo singolo intitolato Chez Keith et Anita che anticipa l'uscita del suo quarto album in studio intitolato Little French Songs. Per presentare questo lavoro, il 13 febbraio ha partecipato come ospite alla seconda serata del Festival di Sanremo, condotto da Fabio Fazio. Tra i brani, oltre a Chez Keith et Anita che cita Keith Richards e Anita Pallenberg, Mon Raymond dedicata al marito Nicolas Sarkozy e Dolce Francia adattamento in italiano della canzone di Charles Trenet Douce France.

## Tracce
1. J'arrive à toi – 3:01 (testo: Carla Bruni)
2. Mon Raymond – 3:06 (testo: Carla Bruni, Julien Clerc)
3. Prière – 3:23 (testo: Carla Bruni)
4. Pas une dame – 2:56 (testo: Carla Bruni)
5. Dolce Francia – 3:53 (testo: Carla Bruni, Charles Trenet)
6. Chez Keith et Anita – 2:57 (testo: Carla Bruni)
7. Darling – 3:18 (testo: Carla Bruni)
8. La valse posthume – 3:16 (testo: Carla Bruni, Frédéric François Chopin)
9. Liberté – 3:36 (testo: Carla Bruni)
10. Little french song – 2:55 (testo: Carla Bruni)
11. Le pingouin – 2:18 (testo: Carla Bruni)

Bonus edizione deluxe
1. La blonde exquise – 3:07 (testo: Carla Bruni)
2. Lune – 3:09 (testo: Carla Bruni)

Bonus edizione Super deluxe
1. On serait seuls au monde (feat. Julien Clerc) – 2:41
2. Quelques étincelles – 2:30
3. Docteur Freud – 3:27
4. Quelqu'un m'a dit – 2:55

Bonus DVD edizione deluxe (sessione live acustica)
1. J'arrive à toi
2. Mon Raymond
3. Chez Keith et Anita
4. Liberté
5. Little French Song

## Edizioni
Il disco è stato pubblicato in 4 edizioni:
- Edizione standard in CD Audio con 11 tracce.
- Edizione deluxe in CD Audio/Blu-Ray Audio/DVD con le 11 tracce dell'edizione standard, 2 bonus tracks (l'ordine delle canzoni differisce dall'edizione standard) e 5 videoclips di 5 canzoni in versione acustica.
- Edizione Super deluxe, contenente le 13 tracce dell'edizione deluxe più un cd bonus con altre 4 tracce.
- Edizione speciale FNAC, in Vinile con le 11 tracce dell'edizione standard.